# Kinue Hitomi
Kinue Hitomi (人見 絹枝?, Hitomi Kinue; Okayama, 1º gennaio 1907 – Osaka, 2 agosto 1931) è stata un'atleta giapponese, specializzata in svariate specialità come salto in lungo, lancio del disco, lancio del giavellotto, mezzofondo, velocità e prove multiple.
Negli anni 1920 e 1930 fu detentrice di svariati record mondiali di atletica leggera e fu la prima donna giapponese a vincere una medaglia olimpica nel 1928.

## Biografia
Dopo una eccellente carriera ad alti livelli nazionali in Giappone, e dopo aver battuto diversi record del mondo mai ufficialmente riconosciuti, nel 1926 partecipò ai Giochi mondiali femminili che si tennero a Göteborg, in Svezia. Fu l'unica atleta giapponese partecipante: raggiunse la località della gara viaggiando sola sulla ferrovia Transiberiana fino a Mosca, dove incontrò un reporter del giornale Mainichi Shimbun che la accompagnò fino in Svezia. Prese parte a sei differenti gare conquistando la medaglia d'oro nel salto in lungo (5,50 m, record del mondo) e nel salto in lungo da fermo (2,49 m), la medaglia d'argento nel lancio del disco (32,61 m) e quella di bronzo nelle 100 iarde (12"0). Ricevette anche un riconoscimento da parte di Alice Milliat, presidente della Fédération Sportive Féminine Internationale (FSFI) e organizzatrice dei Giochi per aver conquistato il più alto punteggio individuale (15 punti).
Nel 1927, durante le qualificazioni olimpiche che si tennero a Osaka, fece registrare il nuovo record del mondo nel salto in lungo (5,98 m) e nei 100 metri piani (12"0), due risultati che le permisero di essere la prima donna inclusa nel team olimpico del Giappone.
Nel 1928 partecipò dunque ai Giochi olimpici di Amsterdam. Fu iscritta alle gare di lancio del disco, salto in alto e 100 metri piani, ma prese parte solo a quest'ultima, non riuscendo però a raggiungere la finale. Decise dunque di correre anche gli 800 metri, gara per lei nuova ma che le regalò la medaglia d'argento con il tempo di 2'17"6. Divenne così la prima donna giapponese a vincere una medaglia olimpica.
Nel maggio 1929 ottenne a Tokyo il record del mondo  nei 200 metri piani, corsi in 24"7.
Avendo studiato presso il Japan Women's College of Physical Education, una università privata di Tokyo, nel 1930 fu chiamata ad insegnare in diverse scuole femminili. Nel mese di luglio dello stesso anno ottenne il riconoscimento del record nazionale nel salto in lungo e lancio del giavellotto. Nel mese di settembre prese parte ai III Giochi mondiali femminili che si tennero a Praga. Insieme a lei questa volta parteciparono altre cinque giovani atlete giapponesi. Kinue conquistò la medaglia d'oro nel salto in lungo (5,90 m), quella d'argento nel triathlon (164 punti) e il bronzo nei 60 metri piani e nel lancio del giavellotto (rispettivamente 7"8 e 37,01 m). Fu premiata con una medaglia d'argento anche per i suoi 12 punti individuali.
Dopo i Giochi mondiali femminili la squadra femminile giapponese fece un tour a Varsavia, Berlino, Bruxelles, Parigi e Londra per partecipare a numerose gare per un intero semestre. Questo denso calendario non fu positivo per lo stato di salute di Kinue Hitomi. Anche dopo il suo ritorno in Giappone le fu chiesto di tenere conferenze e collaborazioni in molte città del Paese. Questo stile di vita estremamente frenetico la portò ad essere ricoverata in un ospedale di Osaka il 25 marzo 1931. Morì di polmonite il 2 agosto dello stesso anno, all'età di soli 24 anni.

## Palmarès
| Anno | Manifestazione            | Sede      | Evento                  | Risultato    | Prestazione | Note  |
| ---- | ------------------------- | --------- | ----------------------- | ------------ | ----------- | ----- |
| 1926 | Giochi mondiali femminili | Göteborg  | 100 iarde               | Bronzo       | 12"0        |       |
| 1926 | Giochi mondiali femminili | Göteborg  | Salto in lungo da fermo | Oro          | 2,49 m      |       |
| 1926 | Giochi mondiali femminili | Göteborg  | Lancio del disco        | Argento      | 33,62 m     |       |
| 1926 | Giochi mondiali femminili | Göteborg  | Salto in lungo          | Oro          | 5,50 m      |       |
| 1928 | Giochi olimpici           | Amsterdam | 100 metri               | elim. semif. | s/t         | [ 2 ] |
| 1928 | Giochi olimpici           | Amsterdam | 800 metri               | Argento      | 2'17"6      | [ 1 ] |
| 1930 | Giochi mondiali femminili | Praga     | 60 metri                | Bronzo       | 7"8         |       |
| 1930 | Giochi mondiali femminili | Praga     | Salto in lungo          | Oro          | 5,90 m      |       |
| 1930 | Giochi mondiali femminili | Praga     | Lancio del giavellotto  | Bronzo       | 37,01 m     |       |
| 1930 | Giochi mondiali femminili | Praga     | Triathlon               | Argento      | 194 p.      |       |